# Groupe de NGC 4442
Le groupe de NGC 4442 comprend au moins 13 galaxies situées dans la constellation de la Vierge. La distance moyenne entre ce groupe et la Voie lactée est d'environ 15,9 ± 1,4 Mpc (∼51,9 millions d'al). Cette valeur provient des distances de neuf membres du groupe dont on a réalisé plusieurs mesures non basées sur le décalage (dernière colonne du tableau). Toutes ces galaxies sont rapprochées du Groupe local et souvent on ne peut employer la loi de Hubble-Lemaître pour calculer leur distance.

## Membres
Le tableau ci-dessous liste les 13 galaxies du groupe indiquées dans l'article de A.M. Garcia publié en 1993.
D'autre part, sept galaxies du groupe de NGC 4442 (NGC 4424, NGC 4442, NGC 4445, NGC4469, NGC 4526, IC 3414 et IC 3521) apparaissent aussi dans une liste de 227 galaxies d'un article publié par Abraham Mahtessian en 1998. On y retrouve aussi la galaxie NGC 4486B, mais comme Mahtessian n'indique pas la correspondance avec le catalogue PGC et que cette notation est parfois inversée par certains auteurs, il se pourrait que ce soit la même galaxie. La liste de Mahtessian comporte plus de 200 galaxies du New General Catalogue et une quinzaine de galaxies de l'Index Catalogue. On retrouve dans cette liste 11 galaxies du Catalogue de Messier, soit M49, M58, M60, M61, M84, M85, M87, M88, M91, M99 et M100.
Toutes les galaxies de la liste de Mahtessian ne constituent pas réellement un groupe de galaxies. Ce sont plutôt plusieurs groupes de galaxies qui font tous partie d'un amas galactique, l'amas de la Vierge. Pour éviter la confusion avec l'amas de la Vierge, on peut donner le nom de groupe de M60 à cet ensemble de galaxies, car c'est l'une des plus brillantes de la liste. L'amas de la Vierge est en effet beaucoup plus vaste et compterait environ 1 300 galaxies, et possiblement plus de 2 000, situées au cœur du superamas de la Vierge, dont fait partie le Groupe local,.
De nombreuses galaxies de la liste de Mahtessian se retrouvent dans dix groupes décrits dans l'article d'A.M. Garcia, soit le groupe de NGC 4123 (7 galaxies), le groupe de NGC 4235 (29 galaxies), le groupe de NGC 4261 (13 galaxies), le groupe de M61 (32 galaxies, M61 = NGC 4303), le groupe de NGC 4442 (13 galaxies), le groupe de NGC 4461 (9 galaxies), le groupe de M49 (127 galaxies, M49 = NGC 4472), le groupe de M87 (96 galaxies, M87 = NGC 4486), le groupe de M88 (44 galaxies, M88 = NGC 4501) et le groupe de NGC 4535 (14 galaxies). Ces dix groupes font partie de l'amas de la Vierge et ils renferment 387 galaxies. Certaines galaxies de la liste de Mahtessian ne figurent cependant dans aucun des groupes de Garcia et vice versa.
| Nom       | Classification | Type                               | α (J2000.0)   | δ (J2000.0) | Vitesse radiale (km/s) | Magnitude apparente | Distance (Mpc) | Diamètre (kal) | D (Mpc)     |
| --------- | -------------- | ---------------------------------- | ------------- | ----------- | ---------------------- | ------------------- | -------------- | -------------- | ----------- |
| NGC 4424  | Sdm?           | Spirale magellanique               | 12h 27m 11.6s | 09° 25′ 14″ | 437 ± 2                | 11,7                | 11,4 ± 0,87    | 49             | 14,1 ± 4,2  |
| NGC 4442  | SB(s)0^0^      | Lenticulaire                       | 12h 28m 03.9s | 09° 48′ 13″ | 547 ± 5                | 10,4                | 13,0 ± 1,0     | 63             | 14,7 ± 1,8  |
| NGC 4445  | Sab            | Spirale                            | 12h 28m 15.9s | 09° 26′ 10″ | 346 ± 4                | 12,8                | 10,1 ± 0,8     | 57             | 18,1 ± 3,1  |
| NGC 4469  | SB(s)0/a?      | Lenticulaire                       | 12h 29m 28.0s | 08° 45′ 00″ | 588 ± 2                | 11,2                | 13,6 ± 1,0     | 60             | 16,8 ± 0,1A |
| NGC 4491  | SB(s)a?        | Spirale barrée                     | 12h 30m 57.1s | 11° 29′ 01″ | 508 ± 4                | 12,6                | 12,4 ± 0,9     | 7,8?           | x           |
| NGC 4526  | SAB0°?(s)      | Lenticulaire                       | 12h 34m 03.7s | 07° 41′ 58″ | 617 ± 5                | 9,3                 | 14,1 ± 1,1     | 100            | 14,6 ± 3,3  |
| IC 3381   | dE3,N          | Elliptique                         | 12h 34m 03.7s | 07° 41′ 58″ | 659 ± 1                | 13,4                | 14,6 ± 1,1     | 25             | 17,2 ± 2,7  |
| IC 3414   | SABdm?         | Spirale intermédiaire magellanique | 12h 29m 28.8s | 06° 45′ 19″ | 530 ± 3                | 13,3                | 12,8 ± 1,0     | 27             | 16,0 ± 3,5A |
| IC 3521   | SBm pec        | Spirale barrée magellanique        | 12h 34m 39.5s | 07° 09′ 37″ | 593 ± 6                | 13,2                | 13,7 ± 1,0     | 23             | 14,8 ± 5,3  |
| NGC 4486A | E2             | Elliptique                         | 12h 30m 57.7s | 12° 16′ 13″ | 758 ± 5                | 12,5                | 16,0 ± 1,2     | 16             | 16,9 ± 1,5  |
| UGC 7596  | Im?            | Irrégulière magellanique           | 12h 28m 33.9s | 08° 38′ 23″ | 560 ± 9                | 14,2                | 13,2 ± 1,0     | 8,3            | 4,59 ± ? A  |
| UGC 7636  | Im             | Irrégulière magellanique           | 12h 30m 01.0s | 07° 55′ 46″ | 276 ± 1                | 14,2                | 9,05 ± 0,72    | 5,9            | 5,20 ± ?A   |
| VCC 1357  | I?             | Irrégulière                        | 12h 31m 24.4s | 09° 28′ 28″ | 607 ± 4                | 16,85 ± 0,049       | 13,9 ± 1,0     | 3,4            | x           |

- A Trois mesures ou moins.

Le site DeepskyLog permet de trouver aisément les constellations des galaxies mentionnées dans ce tableau ou si elles ne s'y trouvent pas, l'outil du site constellation permet de le faire à l'aide des coordonnées de la galaxie. Sauf indication contraire, les données proviennent du site NASA/IPAC.